# Heron Monument

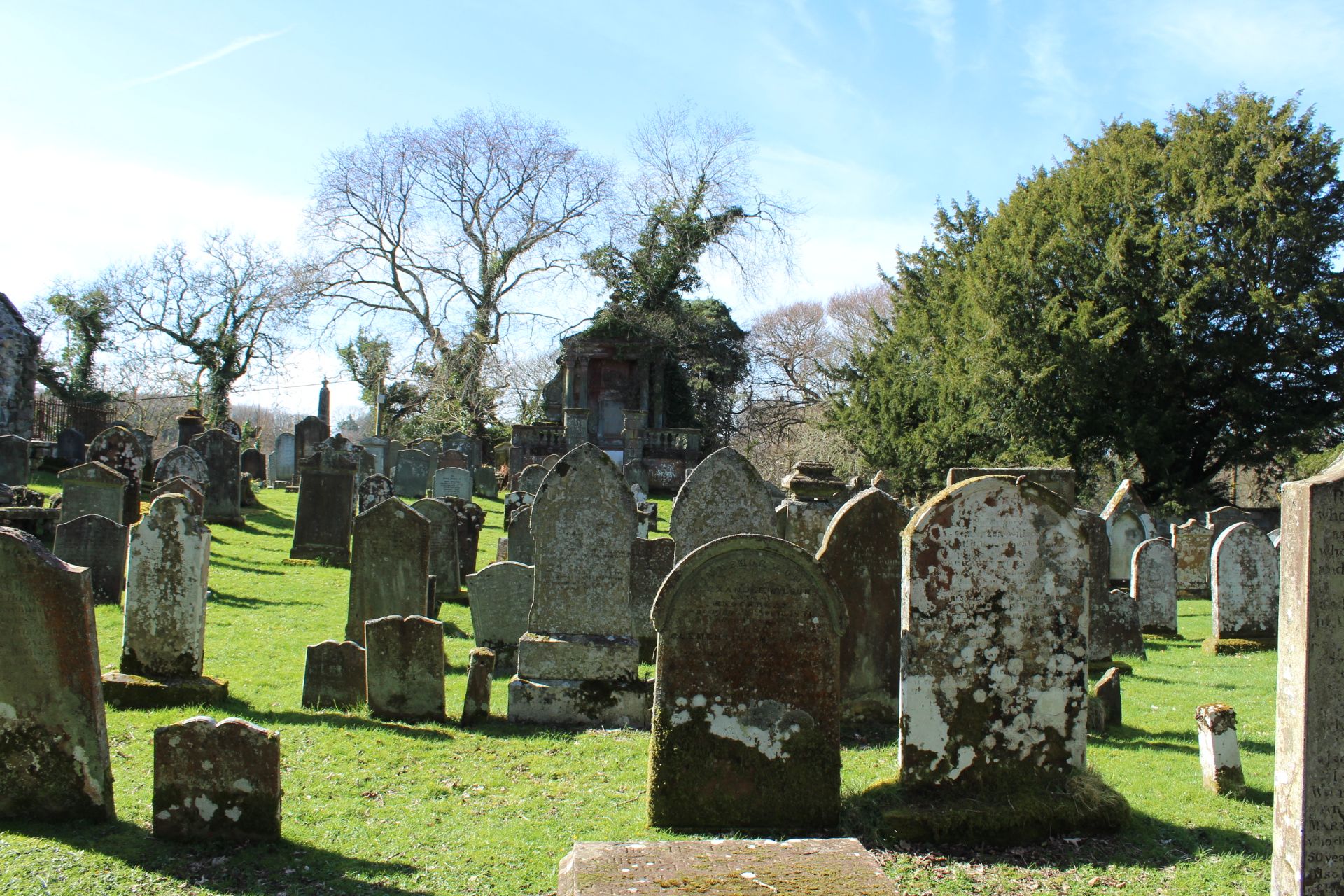
Das Heron Monument steht in der Bildmitte im Hintergrund

Das Heron Monument ist eine Grabstätte in der schottischen Ortschaft Minnigaff in der Council Area Dumfries and Galloway. 1971 wurde das Bauwerk in die schottischen Denkmallisten in der höchsten Denkmalkategorie A aufgenommen. Des Weiteren bildet es zusammen mit der Monigaff Parish Church, dem Friedhof und der alten Pfarrkirche ein Denkmalensemble der Kategorie B.

## Beschreibung
Die monumental ausgestaltete Begräbnisstätte der Familie Heron befindet sich am Westrand des Friedhofs der Monigaff Parish Church. Das klassizistisch ausgestaltete Bauwerk aus rotem Sandstein stammt aus dem Jahre 1761. Zwei Paare korinthischer Säulen tragen einen verzierten Fries. Darauf sitzt auf Zierkonsolen ein Dreiecksgiebel mit Urne. Die Säulen flankieren eine in die Rückwand eingelassene Gedenkplatte auf wuchtigen Konsolen sowie eine durch Kymatien eingefasste Wappenplatte. Eine Mauer mit abschließender steinerner Balustrade fasst die Grabstätte ein. Ein an rustizierten Steinpfosten aufgehängtes schmiedeeisernes Tor grenzt die Stätte an der Ostseite ab.
Seit 2008 ist das Monument im Register gefährdeter denkmalgeschützter Bauwerke in Schottland gelistet. Insbesondere durch Pflanzenwuchs wird das Denkmal zunehmend geschädigt, sodass zwei Elemente als nicht mehr stabil bezeichnet werden. 2014 wurde der Zustand des Heron Monuments als schlecht, jedoch mit moderatem Risiko auf Verschlechterung eingestuft.